# 乌莉娅娜·谢苗诺娃
乌莉娅娜·谢苗诺娃（俄语：Ульяна Семёнова，羅馬化：Uļjana Semjonova，1952年3月9日—）是已退役的苏联-拉脱维亚篮球运动员。身高2.10米，体重120公斤，被誉为“女篮皇后”。

## 生平
1950年出生在扎拉賽的农村。父母共有6个孩子，4个男孩，2个女孩，她是兄弟姐妹中最小的一个。她从小就热爱体育运动，13岁时身高已达一米九。中学加入了校级篮球代表队，后被里加电车公司队选中。1968年入选苏联国家队。曾创造单场比赛获得60分的纪录。在1983年第9届世界女篮锦标赛上，她平均每场得29.6分，投篮命中率高达65％。
1986年退役，后曾在西班牙和法国的俱乐部效力。自1991年以来，担任拉脱维亚奥林匹克基金会主席。
她是前苏联最高的女性之一，这是一种罕见的非病理性巨人症。

## 荣誉
1976年获授劳动红旗勋章，1993年被选入美国“篮球名人堂”，是第一位当选的非美国裔选手。
她也是1999年首位入选女子篮球名人堂的成员。2007年被列入FIBA篮球名人堂。在2007年拉脱维亚体育年度人物颁奖典礼上，谢苗诺娃获得了终身体育成就奖。